# نفق بلعمة
نفق بلعمة  هو نفق يقع على الطريق الموصل بين جنين ونابلس في المدخل الجنوبي لمدينة جنين في فلسطين. ويقع النفق أسفل خربة بلعمة الأثرية والتي تقدر مساحتها حوالي (90) دونماً. ويعتبر أطول الأنفاق المائية الأثرية في فلسطين، ويعرف أيضا باسم نفق بلعمة المائي. يمثل الموقع مراحل حضارية مختلفة تمتد من بداية العصر البرونزي المبكر حوالي 3000ق.م وحتى الفترة العثمانية. ويعرف الموقع عموماً بأسماء عديدة من المصادر التاريخية فقد ذكر باسم (ابيلعام) في المصادر المصرية والتوراة، و (تلموت) في المصادر اليونانية. ويرجح أن الموقع كان أحد المدن في العصر البرونزي، احتله الفرعون المصري تحتمس الثالث في القرن الخامس عشر ق.م، وكذلك كان الموقع مدينة هامة في العصر الحديدي وذلك حسب المصادر التوراتية. مر الموقع محافظا على أهميته على طول الفترات الرومانية والبيزنطية والصليبية والأيوبية، حيث وجدت فيه قلعة صغيرة وهناك مقام إسلامي لا زال قائماً في قمة الموقع هو مقام الشيخ منصور.

## اكتشاف النفق
إن أوّل وصف لنفق بلعمة قام به الباحث الفرنسي فيكتور غورين سنة 1874، ثم جاء بعده العالم شوماخر سنة 1910، حيث وصفه على أنه نفق حُفر في الصخر من أجل توفير ممر آمن للوصول إلى مصدر المياه الواقع أسفل التل. اكتشف النفق في عام (1996) أثناء أعمال توسعة شارع (جنين - نابلس)، الأمر الذي استدعى إجراء تنقيبات عاجلة عند مدخل النفق لإنقاذه، وفي عام (1998) أجريت تنقيبات واسعة النطاق في إطار مشروع مشترك بين دائرة الآثار وجامعة «لايدن» في هولندا، فتمكنت دائرة الآثار من اكتشاف (115) مترًا متعرجًا من النفق، وفي العام التالي أجريت أعمال ترميم لمدخل النفق ومشروع تأهيل للنفق كموقع سياحي بالتعاون مع برنامج الأمم المتحدة الإنمائي.وقد تم تأهيل النفق في عام 2005م ليرتاده السياح من الداخل والخارج.

## محتوى النفق
خلال أعمال التنقيب في النفق، اُكتشفت كسرة فخارية كتب عليها بالفينيقية تعود للقرن السابع قبل الميلاد، وأخرى تعود للفترات البرونزية، والحديدية، والفارسية، والرومانية، والبيزنطية، والأموية، إضافة إلى أسرجة وتماثيل حجرية تمثل وجوها آدمية، وألعاب ونقوش حجرية وأموية، وفلكة الغزل والطوابين وقطع نقود قديمة. كما أنه يوجد في النفق بئر ماء بداخله عين ماء بلعمة.
ويشار إلى أن هتاك أجزاء غير مكتشفة في النفق، فاستكمال البحث والتنقيب في الجزء غير المستكشف من النفق بحاجة إلى تمويل وميزانية ضخمة. أثناء الحفريات التي تمت بالشراكة مع الهولنديين اصطدموا ببناء يغلق النفق، وانهيارات صخرية تشكل خطورة كبيرة على العاملين في الموقع. ولاستمرار الحفريات يجب معرفة اتجاه النفق الذي لا يسير بشكل مستقيم، ومعرفة الاتجاه يقتضي إجراء اختبارات جيوفيزيائية تتطلب تمويل وميزانية باهظة، الأمر الذي أدى لطمر الحفريات، رغم أنها كلفت ملايين الدولارات وذلك حفاظا على المعالم التاريخية المكتشفة إلى حين توفير التمويل اللازم لاستكمال استكشاف النفق.

## استخدامات النفق
نفق بلعمة هو نفق أثري قديم شيد لكي يكون طريقا ومهربا سريّا لخربة بلعمة، واستخدم كممر آمن لسكان المدينة للوصول إلى مياه النبع في العصر الحديدي. أما اليوم فقد تم تأهيله في عام 2005 ليرتاده السياح، وسجل كموقع سياحي أثري يعد من أهم معالم مدينة جنين.

## مراحل حضارية
يمثل النفق مراحل حضارية مختلفة تمتد من بداية العصر البرونزي المبكر منذ حوالي (3000) سنة قبل الميلاد، إذ يعود الفخار المكتشف فيه إلى الفترات، البرونزية، والحديدية، والفارسية، والهلنستية، والرومانية، والبيزنطية، والأموية، إضافة إلى كتابات فينيقية تم اكتشافها تعود للقرن السابع قبل الميلاد.

## أقسام النفق
أقسام النفق هي ثلاثة أقسام: المدخل المقبب، الجزء المدرج المقطوع من الصخر، وممر ضيق مبني من الحجارة يتشعب لثلاثة مداخل. والنفق مزود بنظام للإضاءة عبارة عن فتحات بالصخر لوضع الأسرجة عليها، وفي سقفه فتحة تسير بخط مستقيم إلى البئر، اُستخدمت لانتشال الماء من العين دون الحاجة للذهاب إلى المدخل.